# Aquila verreauxii
El águila cafre (Aquila verreauxii), también conocida como águila negra africana o águila de Verreaux, en honor al naturalista francés Edouard Verreaux, es una especie de ave accipitriforme de la familia Accipitridae. Se trata de un ave de presa extendida por el África subsahariana y el sur de la península arábiga; no se conocen subespecies. Suele anidar en zonas montañosas, donde se alimenta principalmente de damanes.

## Descripción

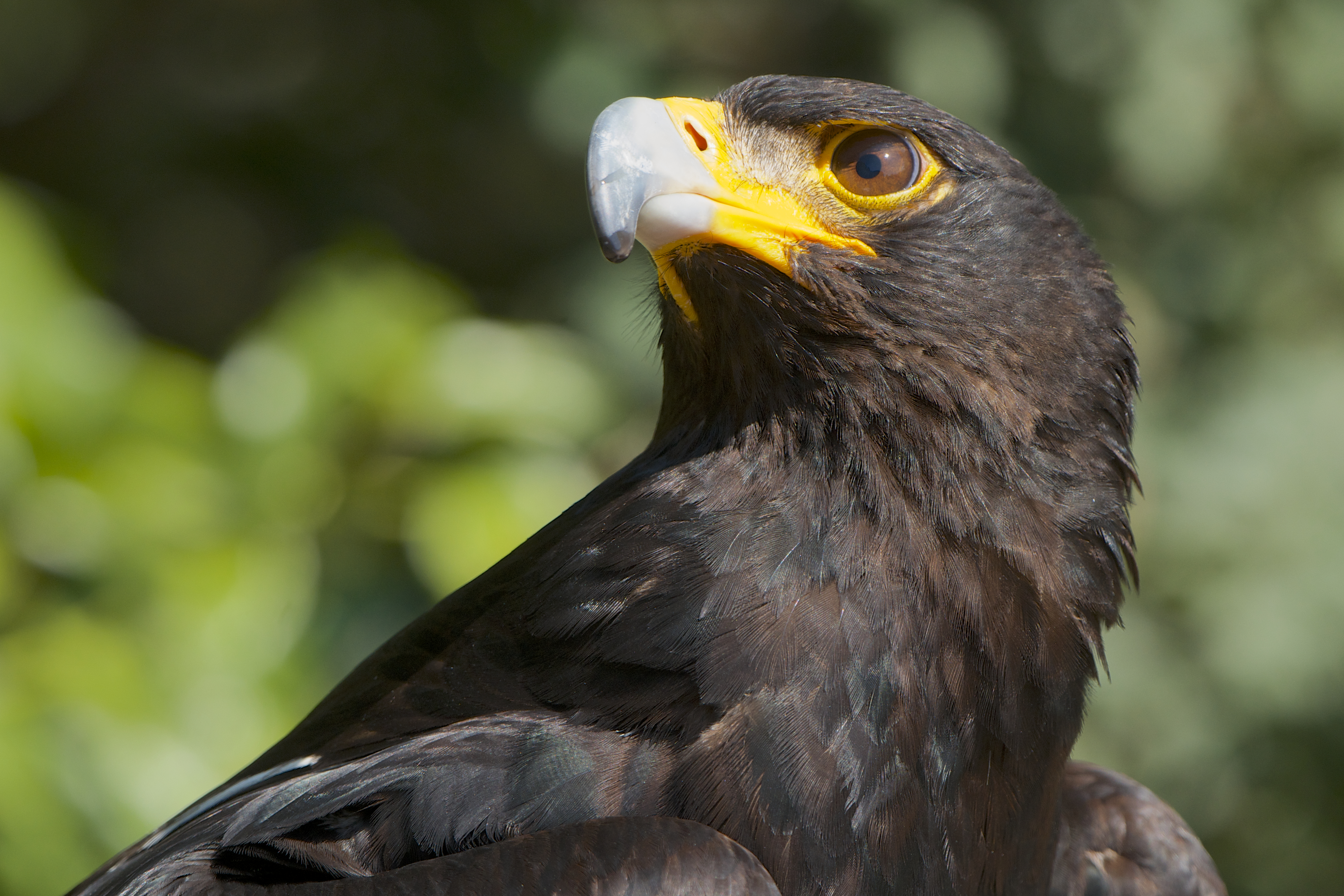
Primer plano de un águila cafre, en condiciones controladas

Es un animal grande. Mide de 75 a 96 cm de longitud y pesa de 3 a 6.2 kg. La envergadura de sus alas puede alcanzar los 2,5 m. Generalmente son de color negro con una V blanca distintiva en su espalda. Los juveniles son normalmente más claros, de tono marrón oscuro con la cara negra. Su aspecto es muy similar al del águila real.

## Historia natural
Es altamente territorial y puede ser visto con frecuencia dentro de su territorio junto a otro individuo del opuesto, que será su pareja de por vida. Se alimenta principalmente de damanes, y también come, monos, liebres y pequeños antilopes. La hembra pone normalmente dos huevos de color blanco cremoso, de los que pasados 45 días nacerán los polluelos.
La extensión de su territorio está inversamente ligada a la cantidad de presas. Cuando el alimento abunda su territorio puede ser de apenas 10 km², y cuando el alimento escasea puede expandir su área hasta 250 km².